# Forte Poggio Croce
Il Forte Poggio Croce, chiamato originariamente Werk Erzherzog Leopold (Forte Arciduca Leopoldo), è un forte costruito dall'austria presso Pastrengo e facente parte dell'omonimo gruppo. Si trova sull'omonimo monte a 256 m. di quota.

## Storia
La costruzione del forte fu completata nel 1861 (come lo ricorda l'incisione sopra la caponiera di gola). Costruito anche per poter ospitare il comando locale, era in grado di battere, con l'artiglieria una zona molto vasta compresa tra Sandrà (presso Castelnuovo del Garda) e Bussolengo, nonché il territorio alla sinistra dell'Adige, grazie al fuoco incrociato con il forte Poggio Pol. Il forte era chiamato Leopold in onore di Leopoldo I di Anhalt-Dessau.
Con l'annessione del Veneto al Regno d'Italia, avvenuta nel 1866, la fortificazione passò sotto il controllo del Regio Esercito, assumendo il nome di Forte di Poggio Croce. Dismesso in seguito, oggi si presenta in buono stato di conservazione conservando anche alcuni serramenti originali.

## Architettura e caratteristiche
Il forte presenta una pianta poligonale che si discosta da quelle delle fortificazioni limitrofe. Le postazioni di artiglieria, invece, sono analoghe alle altre della zona, con postazioni a barbetta e con muro di protezione, poste sul ramparo. Per arrivare alle postazioni sono presenti due comode scale: una dotata di guide per l'artiglieria e una centrale che conduce all'osservatorio.
Caratteristica peculiare di questo forte è la presenza di numerosi locali, in quanto era adibito a comando dell'intero settore.

### Armamento
Il forte poteva ospitare fino a quindici pezzi di artiglieria di vario calibro. Nel 1866 possedeva 14 pezzi di artiglieria a canna rigata.